# Anacroneuria blanca
Anacroneuria blanca és una espècie d'insecte plecòpter pertanyent a la família dels pèrlids.

## Descripció
- El cos de l'exemplar adult fa 10-12 mm de llargada, té les potes de color groc, una taca fosca a la part anterior del cap, les antenes i el palps grocs, les ales hialines amb la nervadura groga i el pronot de color groc rogenc.
- Les ales anteriors del mascle adult fan entre 10 i 12 mm de llargària i les de la femella 13-14.
- La placa subgenital de la femella presenta quatre lòbuls.[5]

## Alimentació
Les nimfes es nodreixen de larves de simúlids i nimfes de Baetidae.

## Hàbitat
En el seu estadi immadur és aquàtic i viu a l'aigua dolça, mentre que com a adult és terrestre i volador.

## Distribució geogràfica
Es troba a Sud-amèrica: Veneçuela.